# Uzuntarla, Çaykara
Uzuntarla là một xã thuộc huyện Çaykara, tỉnh Trabzon, Thổ Nhĩ Kỳ. Dân số thời điểm năm 2011 là 317 người.